# Sly 2: La banda dei ladri
Sly 2: La banda dei ladri (Sly 2: Band of Thieves negli Stati Uniti, Kaitou Sly Cooper 2 (怪盗スライ・クーパー2?) in Giappone) è un videogioco di genere platform per PlayStation 2 sviluppato dalla Sucker Punch e distribuito in Italia nel 2004 da Sony. È il sequel diretto di Sly Raccoon e precede Sly 3: L'onore dei ladri. Rispetto al predecessore, il gameplay cambia di molto, venendo rinnovato e migliorato. Viene rivalutato il personaggio di Murray. Il gioco è ancora una volta incentrato sul ladro Sly Cooper, questa volta impegnato nel recuperare le parti scomparse di Clockwerk, sottratte al Cairo dalla Banda Klaww.

## Trama
Due anni dopo la sconfitta di Clockwerk, Sly e la banda scoprono che le parti del malvagio gufo robotico sono ancora funzionanti, e sono custodite al museo di storia naturale del Cairo. Giunti sul luogo, il trio scopre che le parti sono già state rubate. Sly viene intercettato dall'ispettrice Carmelita Fox e dall'agente Neyla: questa si lascia sfuggire che le parti potrebbero essere state rubate da un noto gruppo criminale, la banda Klaww. Scampato all'agguato delle poliziotte, Sly si ritrova con Bentley e Murray e insieme iniziano a rintracciare i membri della banda, ciascuno in possesso di alcune parti di Clockwerk.
Il primo a essere trovato è Dimitri, un pittore parigino fallito che, per vendicarsi del fatto di essere stato rifiutato dal mondo dell'arte, si dedica alla contraffazione di quadri famosi. Sly si introduce nel night club gestito da Dimitri, scoprendo che questi possiede le penne timoniere di Clockwerk, e che le usa come matrici per stampare banconote false, essendo costituite da una particolare lega metallica incorruttibile. Sconfitto, Dimitri viene arrestato da Carmelita e Neyla, e Sly entra in possesso delle penne. Il secondo membro rintracciato è Rajan, un potente signore indiano delle spezie arricchitosi grazie alla vendita sottobanco di spezie allucinogene illegali, e che possiede le ali di Clockwerk, usate come decorazione nel suo palazzo. Approfittando di un ballo di gala al quale sono state invitate anche Carmelita e Neyla, Sly riesce a introdursi nel palazzo sotto travestimento e, distraendo Carmelita con un ballo, riesce a permettere a Murray di rubare le ali. Accortasi del furto, Carmelita si rivela arrestando gran parte delle persone lì presenti e Rajan, con la reputazione in frantumi, è costretto a fuggire rintanandosi in un antico tempio indiano. Qui viene rintracciato dalla banda, che scopre che il tempio è una copertura per un impianto di produzione delle spezie; scopre anche che qui è custodito il cuore di Clockwerk, del quale una metà è usata come pompa per irrigare le spezie, mentre l'altra è custodita dallo stesso Rajan.
Rubata la prima metà grazie anche all'aiuto di Neyla, Sly e Murray provano ad affrontare Rajan: Sly viene messo fuori gioco da un colpo a tradimento, mentre Murray riesce a sconfiggere il nemico e a rubare la seconda metà del cuore. Sul posto giungono però Carmelita e la Contessa, una guardia carceraria dell'Interpol, allertate da Neyla: questa arresta Sly e Murray, per poi accusare Carmelita di essere loro complice, usando come prova una foto del ballo di Rajan. Bentley, rimasto solo, decide di far evadere Sly e Murray dal complesso carcerario della Contessa: nel mentre scoprono che lei stessa è un membro segreto della Banda Klaww, e che usa le spezie di Rajan sui prigionieri, assieme a delle particolari luci ipnotiche, per costringerli a rivelarle dove tengono i loro bottini. Scoperta, la Contessa fugge e si barrica nella sua fortezza a Praga: Neyla viene incaricata dall'Interpol di catturarla, assoldando dei mercenari e creando di fatto una piccola guerra tra lei e la Contessa. Introdottosi nella fortezza Sly scopre che lì è rinchiusa Carmelita, sottoposta al lavaggio del cervello, assieme agli occhi di Clockwerk, in grado di paralizzare chiunque li osservi. Sfruttando l'assedio Sly libera Carmelita e ruba gli occhi, mentre Neyla arresta la Contessa; inoltre, il ladro si ripromette di riabilitare in qualche modo la reputazione di Carmelita. Successivamente rintracciano il penultimo membro della banda Klaww ossia Jean Bison, un magnate dei trasporti in Canada: questi possiede i polmoni e lo stomaco di Clockwerk, usati come caldaie per i suoi treni.
Durante l'operazione scoprono che Bison è in trattative con l'ultimo membro della banda, Arpeggio, per fornirgli una particolare batteria; rubate le sue parti si dirigono alla base operativa di Bison, dove scoprono che possiede anche gli artigli di Clockwerk, che utilizza per disboscare le foreste. Durante il colpo i tre vengono catturati da Bison, che recupera tutte le parti finora ottenute vendendole ad Arpeggio assieme agli artigli. Sconfitto Bison, i tre utilizzano la gigantesca batteria come "cavallo di Troia" per introdursi sul colossale dirigibile di Arpeggio.
Qui scoprono che Neyla faceva segretamente parte della banda Klaww, e che Arpeggio ha già riassemblato tutte le parti essendo intenzionato a sfruttare il corpo di Clockwerk per diventare immortale: Clockwerk, infatti, era riuscito a sopravvivere nei secoli sfruttando l'odio che nutriva verso i Cooper. Arpeggio rivela che Dimitri, grazie al suo night, era riuscito a far circolare a Parigi una grande quantità delle spezie allucinogene prodotte da Rajan che, se unite a delle particolari frequenze luminose scoperte dalla Contessa e generate dalla batteria fornita da Bison, generano un grande odio in chi le assume. In quel momento, però, Neyla tradisce Arpeggio, unendosi a Clockwerk e uccidendolo. Sly e la banda sono quindi costretti a neutralizzare Neyla, ribattezzatasi Clock-La, prima di giungere a Parigi: grazie all'aiuto di Carmelita, giunta in elicottero, Sly riesce a distruggere nuovamente Clock-La, e Carmelita stessa frantuma il chip che garantiva l'incorruttibilità alle parti, causandone la decomposizione. Nello scontro, però, Bentley è rimasto ferito e Sly, per proteggere i suoi amici, si consegna all'Interpol redimendo così anche Carmelita, riuscendo però a fuggire grazie a un ultimo regalo dei suoi compagni.

## Personaggi

### La Banda Cooper
- Sly Cooper - Capo della Banda Cooper. Dopo aver imparato al meglio le tecniche dei suoi antenati descritte nel Thevius Raccoonus, è diventato un Maestro Ladro. Rimasto orfano a causa del Quintetto Diabolico, ha conosciuto Bentley e Murray durante la permanenza in orfanotrofio. È da anni ricercato dall'Interpol, in particolare dall'Ispettrice Fox. È un procione.

Doppiato da: Kevin Miller (ed. inglese), Luca Bottale (ed. italiana)
- Bentley - La mente della Banda Cooper, astuto stratega e abile hacker. Scende per la prima volta in campo, armato di lanciadardi narcotici, mentre in Sly Raccoon rimaneva dietro le quinte come guida di Sly. È l'esperto in demolizioni della Banda. Alla fine del capitolo, subirà un incidente che lo costringerà a stare sulla sedia a rotelle, che porterà in Sly 3: L'onore dei ladri. È una testuggine.

Doppiato da: Matt Olsen (ed. inglese), Riccardo Peroni e Luca Sandri (ed. italiana solo una scena)
- Murray - Autista part-time e braccio della Banda Cooper. Ha conosciuto Sly in orfanotrofio. È la forza nelle operazioni criminali della Banda. In questo gioco cambia caratterialmente, da fifone e pauroso a impavido e forte lottatore mascherato, ma non sparisce il suo amore per il furgone della banda. Questo cambiamento radicale è forse dovuto all'avventura contro Clockwerk, due anni addietro. È un ippopotamo.

Doppiato da: Chris Murphy (ed. inglese), Riccardo Rovatti (ed. italiana)

### L'Interpol
- Carmelita Fox - Ispettrice dell'Interpol, che dà la caccia a Sly Cooper sin dai primi furti della banda. Col tempo, la sua ossessione per Sly la porterà a pensare che solo lei abbia il diritto di arrestarlo. Viene affiancata inizialmente da Neyla. È una volpe.

Doppiata da: Alesia Glidewell (ed. inglese), Dania Cericola (ed. italiana)
- Neyla / Clock-La - Antagonista principale del gioco. Agente dell'Interpol e un ex partner di Carmelita. Cresciuta in povertà tra le strade di Nuova Delhi ha frequentato, grazie a molti sacrifici, una prestigiosa università inglese. In Gran Bretagna, ha utilizzato il suo fortissimo potere di persuasione per creare un circolo di studenti che facessero i compiti per lei. Quando il circolo venne scoperto e sciolto, le autorità rimasero stupite della sua particolare abilità e le fu offerto un posto nell'Interpol. Tradirà la Banda Cooper e Carmelita, e il complice Arpeggio per entrare nel corpo meccanico di Clockwerk, unendosi a esso e diventare così immortale. È una tigre del bengala.

Doppiata da: Alesia Glidewell (ed. inglese), Stefania Patruno (ed. italiana)

### La Banda Klaww
- Dimitri Lousteau - Capo della contraffazione della Banda Klaww. Appassionato studente di arte, dopo una serie di feroci critiche negative ha abbandonato gli studi, dedicandosi a falsificare opere antiche. In poco tempo, è divenuto una celebrità nel mondo della mala. Possiede un night club a Parigi. Ha partecipato all'affare del Cairo. Possiede le penne timoniere di Clockwerk. È un'iguana.

Doppiato da: David Scully (ed. inglese), Aldo Stella (ed. italiana)
- Rajan - Produttore di spezie illegali della Banda Klaww. Cresciuto in povertà tra le strade di Calcutta, fin da giovane si è guadagnato da vivere grazie a furtarelli e alla vendita di spezie allucinogene illegali. Dopo essere stato accettato nella Banda Klaww, assunse il nome di Rajan. Possiede le ali e il cuore di Clockwerk. È una tigre indiana.

Doppiato da: David Scully (ed. inglese), Gianni Gaude (ed. italiana)
- La Contessa - Era una guardia carceraria dell'Interpol. Sposata con un ricco aristocratico, è rimasta vedova poco dopo le nozze. Laureata in psicologia criminale, ha sperimentato nella sua clinica di Praga metodi di ipnoterapia sui detenuti, guadagnando una posizione di rilievo nell'Interpol. Membro segreto della Banda Klaww, possiede gli occhi di Clockwerk. È una vedova nera.

Doppiata da: Gloria Manon (ed. inglese), Elisabetta Cesone (ed. italiana)
- Jean Bison - Trasportatore capo della Banda Klaww. Rimasto congelato durante la corsa all'oro a causa della propria avidità, è stato rianimato dopo 100 anni dallo scioglimento dei ghiacciai. Nonostante i suoi problemi ad abituarsi alla società moderna, è riuscito a diventare un ricco magnate dei trasporti in Canada, arrivando a possedere la metà dei trasporti canadesi. Per la propria abilità, è stato accettato nella Banda Klaww. Possiede i polmoni, lo stomaco e gli artigli di Clockwerk. È un bisonte canadese.

Doppiato da: Ross Douglas (ed. inglese), Diego Sabre (ed. italiana)
- Arpeggio - Esperto di meccanica e capo della Banda Klaww. Data la sua incapacità di volare, Arpeggio è sempre stato ossessionato da tutto ciò che è meccanico. Cercando una cura ai limiti nel proprio corpo, si è rifugiato nelle opere dei maestri del Rinascimento italiano. Data la sua passione per il teatro, viene spesso visto uscire da vari teatri di Londra. Viene ucciso da Neyla nel corpo di Clockwerk. È un pappagallo.

Doppiato da: Sam A. Mowry (ed. inglese), Gianni Gaude (ed. italiana)

### Personaggio chiave
- Clockwerk - È stato il fondatore e capo del Quintetto Diabolico. Perseguitò per generazioni la stirpe dei Cooper. Non si sa come ci sia riuscito, ma nel corso del tempo egli ha sostituito le parti del proprio corpo con corrispondenti artificiali, diventando una macchina, per sopravvivere in eterno e riuscire ad eliminare definitivamente i Cooper. Ha progettato l'incursione del Quintetto Diabolico nell'abitazione della famiglia di Sly. Distrutto dopo gli eventi del vulcano Krakov, i suoi pezzi sono stati raccolti dall'Interpol e collocati al Museo di storia naturale del Cairo, ma rappresentano una minaccia perché ancora funzionanti. È in origine un gufo bubo. Le parti sono così suddivise:
  - Penne timoniere: in possesso di Dimitri, sono usate come matrici per stampare denaro falso, a causa dell'incorruttibilità della lega speciale di cui sono fatte.
  - Ali: possedute da Rajan, sono utilizzate come decorazione di una statua gigante nel suo palazzo. Sly le definisce i simboli di Clockwerk.
  - Cuore: posseduto sempre di Rajan, una metà serve come pompa per irrigare le spezie, mentre l'altra viene usata come arma dallo stesso Rajan.
  - Occhi: posseduti dalla Contessa, li usa per ipnotizzare i prigionieri. Sono in grado di paralizzare chiunque li guardi.
  - Polmoni e Stomaco: posseduti da Jean Bison. Vengono sfruttati come caldaie per i treni Cavallo di Ferro.
  - Artigli: affilatissimi e in grado di perforare l'acciaio, vengono usati da Jean Bison come asce per disboscare le foreste.
  - Cervello: posseduto da Arpeggio, il suo utilizzo è ignoto.

## Modalità di gioco
Il videogioco è suddiviso in otto episodi, ognuno dei quali introdotto e concluso da un filmato animato. A differenza del precedente episodio, l'area è integrata e subito totalmente esplorabile. Gli incarichi vengono articolati in diverse missioni, eseguibili da Sly o altri componenti della Banda Cooper. Ogni colpo viene preparato in diverse fasi:
- Fase di sopralluogo: una o due missioni solitamente rivolte a Sly. Bentley invia Sly ad analizzare l'area allo scopo di elaborare un piano.
- Preparazione del colpo: Sly, Bentley o Murray compiono diverse operazioni allo scopo di preparare il terreno adatto per il colpo finale.
- Il colpo: Sly, Bentley e Murray si muovono in maniera cooperativa per concludere il colpo. Negli episodi 1, 3, 5, 7 e 8 vi è un Boss di fine livello.

## Location
Come il precedente episodio, anche in Sly 2 sono presenti diverse location che, come già citato, sono in totale otto (Il Cairo, Parigi, India, Giungla indiana, Praga, Baia di Nanagut, Segheria e il Cielo sopra l'Atlantico). La principale innovazione sono gli incarichi risolvibili oltre che da Sly, anche da Bentley e Murray, e la totale integrità dell'area. Viene mantenuto il sistema delle casseforti, che si riduce ad una per area. Le ambientazioni di questo secondo capitolo hanno, inoltre, un tocco più realistico e fantasy rispetto alle precedenti; esse si snodano a partire da un edificio centrale presente in ogni livello: il Night di Dimitri, il Palazzo di Rajan, il Tempio dell'Elefante, la Prigione, il Castello della Contessa, il Picco dell'Aquila, la Segheria e le turbine del Dirigibile di Arpeggio.

## Missioni
Le missioni (fanno eccezione una decina, colpo finale incluso) sono affidate ad un solo membro della Banda, essendo incarichi molto specialistici:
- Le missioni di demolizione e sabotaggio informatico sono svolte da Bentley;
- Le missioni di furto, esplorazione e travestimento sono svolte da Sly;
- Le missioni di trasporto pesante, combattimento e uso di artiglieria pesante sono svolte da Murray.

## Potenziamenti e Ladronet
In Sly 2: La banda dei ladri, Ladronet è una rete dove il bottino dei furti della Banda può essere liberamente venduto in cambio di potenziamenti per i personaggi. Monete a parte, il bottino può essere raccolto solo da Sly, e gli oggetti di valore variano per tipologia: dagli orologi alle penne stilografiche costruite con metalli preziosi, a opere d'arte di grandissimo valore come dipinti, porcellane, manufatti di avorio e di cristallo. Ogni personaggio può acquistare dei potenziamenti, ma se ne possono equipaggiare solo tre per volta, selezionandoli con i tasti dorsali L1, L2 e R2 del joystick.

## Casseforti
In maniera simile a quella di Sly Raccoon, in ogni area ogni membro della Banda Klaww possiede una cassaforte contenente un potenziamento per Sly. Per poterla aprire, è necessario raccogliere trenta indizi in bottiglia, necessari affinché Bentley possa decifrare il codice a tre cifre della cassaforte. Gli indizi sono sparsi per tutta l'area esterna di ogni ambientazione e solo dopo un'esplorazione approfondita sarà possibile trovarli tutti.

## Differenze dal capitolo precedente
- Questa volta, Sly avrà una barra di energia e non morirà, come nel precedente episodio, al primo colpo.
- Sly potrà compiere tutte le mosse speciali degli antenati imparate nel primo capitolo, senza doverle sbloccare nei vari livelli, usando il tasto Cerchio vicino alle scintille blu degli oggetti. In compenso, sono stati aggiunti dei potenziamenti acquistabili nel rifugio dal computer di Bentley.
- Le sue abilità di ladro sono state migliorate, in quanto si muoverà sempre di soppiatto, per farlo correre bisognerà premere il tasto R1.
- Ora le sue operazioni sono più realistiche: basta un rumore per richiamare l'attenzione della guardia più vicina, che scoprirà la posizione dei personaggi se non ci si nasconde.
- Per la prima volta nel gioco, anche Bentley e Murray entreranno in azione, ma non ci saranno più corse sul furgone per Murray.
- A differenza del precedente capitolo, in Sly 2 non si possono rigiocare le missioni.
- Le casseforti si riducono a una per livello, con 30 bottiglie-indizio sparse per le location.

## Colonna sonora
La colonna sonora del gioco è stata composta da Peter McConnell, il quale tornerà a comporre anche le tracce per il terzo capitolo della saga.

## Altre versioni
Sly 2: La banda dei ladri compare, insieme a Sly Raccoon e Sly 3: L'onore dei ladri, nella versione rimasterizzata in alta definizione della trilogia per PlayStation 3 e PlayStation Vita, chiamata The Sly Trilogy, con l'aggiunta di trofei e minigiochi.